# جي. إرل إينغرام
جي. إرل إينغرام هو سياسي أمريكي، (و. 1883  م). نشط حزبياً في الحزب الجمهوري. وقد انتخب عضو جمعية ولاية ويسكونسن ‏ وانتخب عضو مجلس ولاية ويسكونسن ‏.